# Neusiß

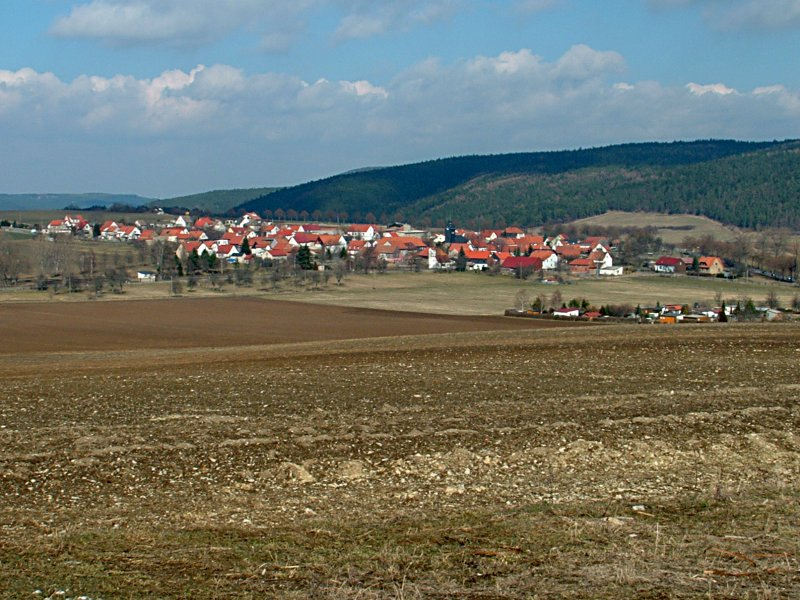
Blick auf Neusiß

Neusiß ist ein Ortsteil der Stadt Plaue im Ilm-Kreis (Thüringen).

## Geografie
Neusiß liegt auf einer Hochfläche zwischen dem Tal des Reichenbachs und dem Tal der Zahmen Gera in etwa 400 Metern Höhe. Südlich liegt der 532 Meter hohe Berg Weißer Stein, östlich liegen die Ausläufer der Reinsberge.

### Nachbarorte
Im Uhrzeigersinn, beginnend im Norden: Plaue – Ilmenau – Martinroda – Angelroda

## Geschichte
Neusiß wurde erstmals am 5. November 1427 urkundlich erwähnt. Bis zum Jahre 1688 kam es durch verschiedene (Erb-)Auseinandersetzungen insbesondere der hennebergischen Geschlechter zu einem häufigen Wechsel der Herrschaft. Danach gehörte Neusiß bis 1920 zum Amt Ilmenau im Großherzogtum Sachsen-Weimar-Eisenach.
1994 kam Neusiß zum Ilm-Kreis. Bis zu seiner Auflösung gehörte die Gemeinde zur Verwaltungsgemeinschaft Geratal mit Sitz in Geraberg. Am 1. Januar 2019 wurde Neusiß nach Plaue eingemeindet.

### Einwohnerentwicklung

Einwohnerentwicklung von Neusiß von 1787 bis 2017

| Jahr | Einwohner | Wohnhäuser |
| ---- | --------- | ---------- |
| 1703 |           | 32         |
| 1787 | 152       |            |
| 1804 | 170       | 42         |
| 1843 | 208       |            |
| 1913 | 290       | 51         |
| 1939 | 342       |            |
| 1977 | 317       | 67         |

| Jahr | Einwohner |
| ---- | --------- |
| 1989 | 412       |
| 1994 | 292       |
| 1995 | 298       |
| 1996 | 295       |
| 1997 | 290       |
| 1998 | 294       |
| 1999 | 286       |

| Jahr | Einwohner |
| ---- | --------- |
| 2000 | 278       |
| 2001 | 267       |
| 2002 | 268       |
| 2003 | 258       |
| 2004 | 256       |
| 2005 | 252       |
| 2006 | 252       |

| Jahr | Einwohner |
| ---- | --------- |
| 2007 | 247       |
| 2008 | 243       |
| 2009 | 247       |
| 2010 | 239       |
| 2011 | 228       |
| 2012 | 228       |
| 2013 | 225       |

| Jahr | Einwohner |
| ---- | --------- |
| 2014 | 225       |
| 2015 | 224       |
| 2016 | 223       |
| 2017 | 214       |
| 2018 | 202       |

## Religion
Im Jahre 2011 gehörten 24 % der Einwohner von Neusiß der evangelischen Kirche an; Katholiken gab es keine. Die Kirche in Neusiß gehört zum Pfarrbereich Geratal im Kirchenkreis Arnstadt-Ilmenau der Evangelischen Kirche in Mitteldeutschland.

## Politik

### Ehemaliger Bürgermeister
Ralf Hühn war letzter Bürgermeister der Gemeinde.

## Kultur

### Bauwerke

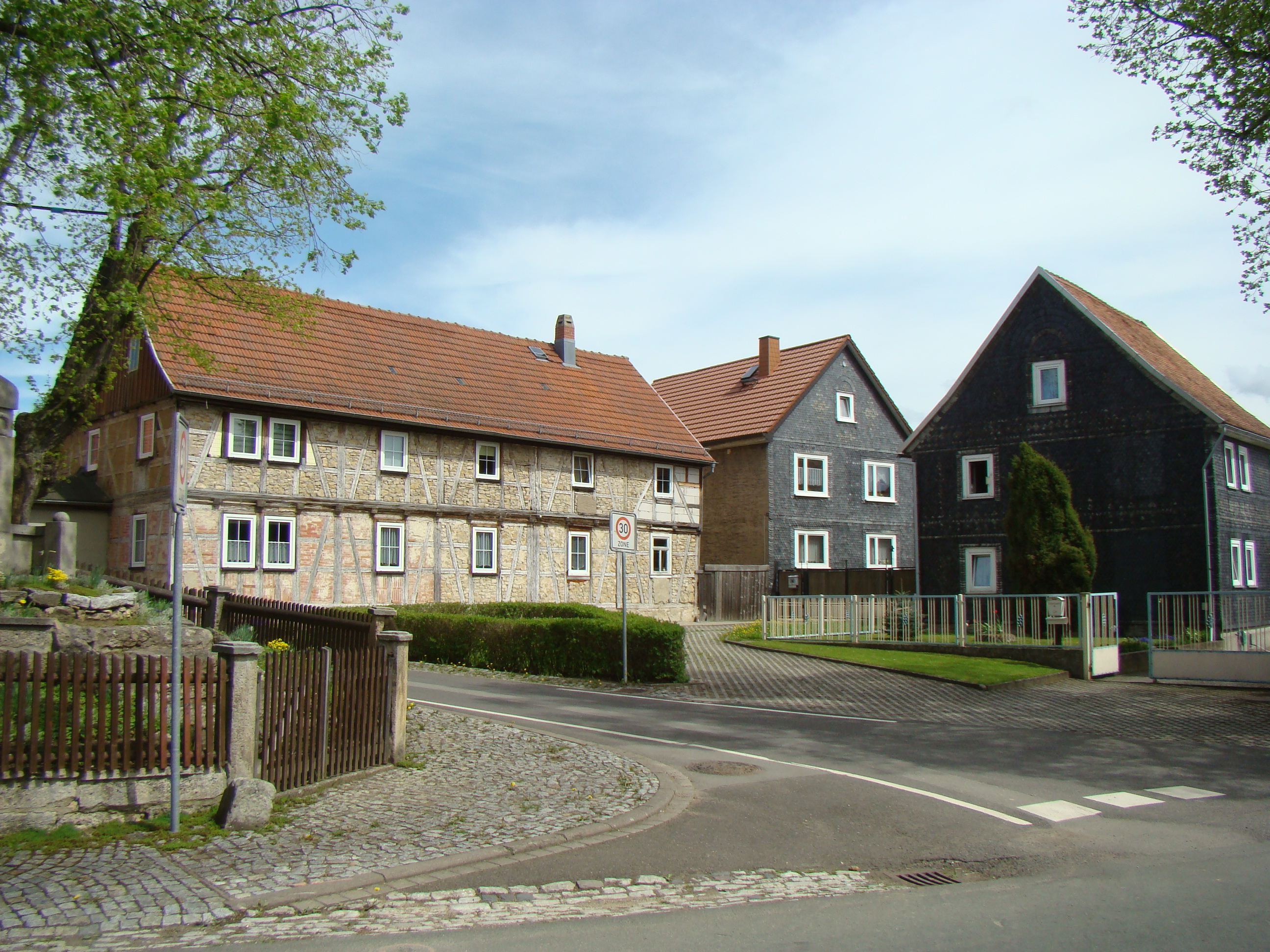
Gebäudegruppe in der Ortsmitte

Die evangelische Dorfkirche Neusiß ist eine Saalkirche von 1841 und ersetzte eine Kapelle. Sie wurde 1991–93 denkmalpflegerisch instand gesetzt. Das Gebäude hat einen eingezogenen Westturm und eine polygonale Apsis. Der Turm trägt eine flache, verschieferte Haube und eine Laterne. Im Inneren ist eine flache Holzdecke. Über den zweigeschossigen Emporen befindet sich an Nord- und Südseite eine Viertelkreistonne. Die untere Empore wird an der Westseite herumgeführt.
In der Grundmühle unweit des Dorfes wurde bis 1956 Getreide zu Mehl vermahlen. Sie hatte bereits 1703 das Zwangsrecht über mehrere Dörfer in der Umgebung.
Im Rahmen des Dorferneuerungsprogrammes wurde 1998 das neue Haus der Freiwilligen Feuerwehr errichtet. In diesem Jahr löste auch ein modernes Kleinlöschfahrzeug die bisherige veraltete Löschtechnik ab.
Das im Jahre 1698 als Schulhaus errichtete und 1908 umgebaute und erweiterte Gebäude diente bis 1973 als Schulgebäude. Seit diesem Jahr besuchen die Neusißer Kinder die Schule in Plaue. In das Schulhaus zog die ehemalige Gemeindeverwaltung ein. Der Schulraum wurde seitdem als Kulturraum für Veranstaltungen und Versammlungen genutzt und steht nach der Sanierung als Dorfgemeinschaftshaus zur Verfügung.

### Denkmäler

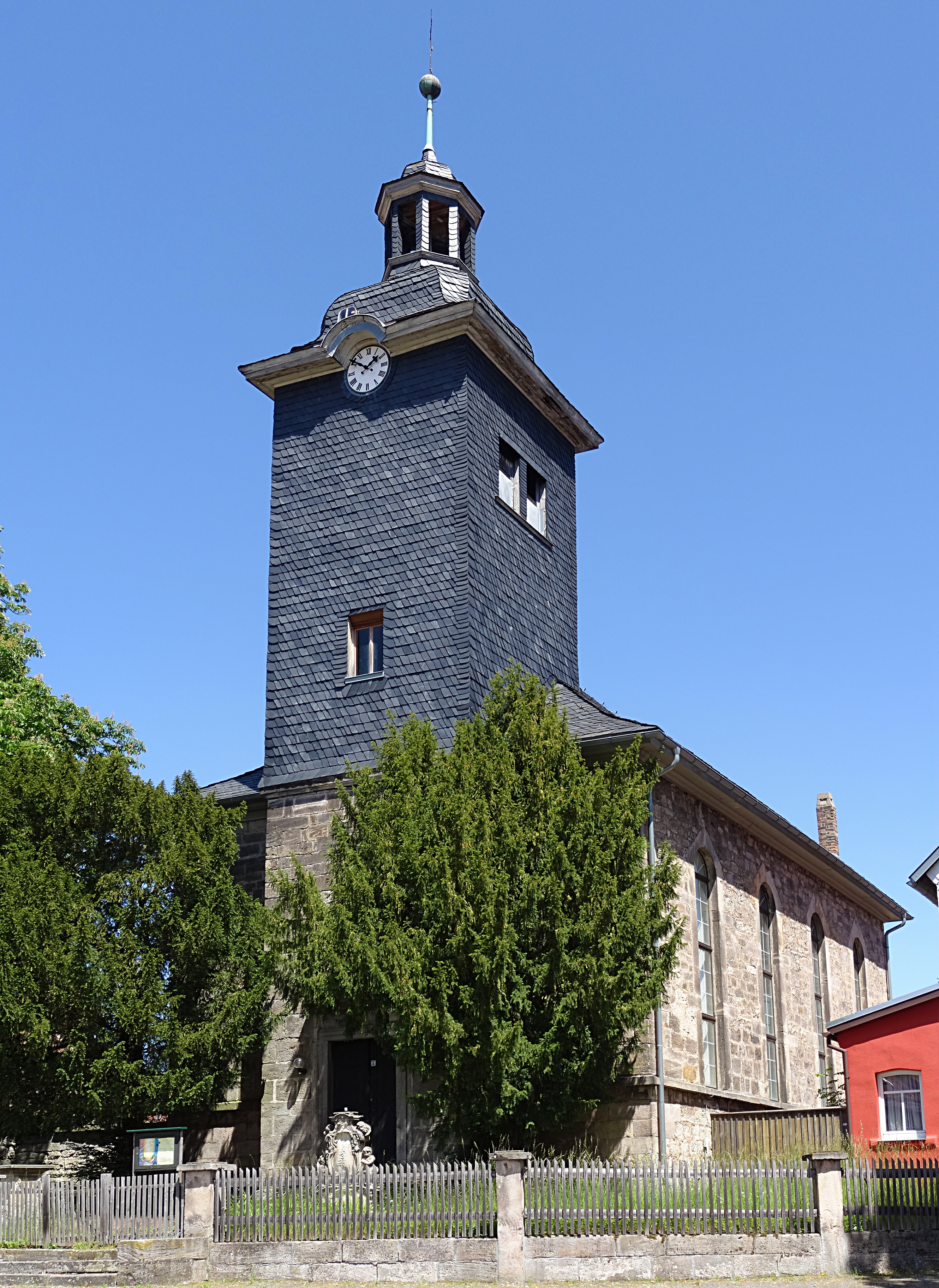
Kirche von Neusiß

Neben der bereits erwähnten Kirche gibt es in Neusiß zwei denkmalgeschützte Dorfbrunnen, von denen einer immer noch in Betrieb ist. Vor dem Bau der Hochdruckwasserleitung 1901/02, an die sämtliche Wohnhäuser angeschlossen wurden, hatten die Brunnen elementare Bedeutung als Wasserstellen und Viehtränken. Der Brunnen im Hinterdorf wurde aus einem einzigen Felsblock gefertigt. Beide Brunnen sind mit den Wahrzeichen der Henneberger und sächsischen Fürstenhäuser verziert.
Drei Denkmale erinnern an die Gefallenen der Kriege von 1870–1871 (2 Namen, Park), 1914–1918 (10 Namen, Lindenplatz) und 1939–1945 (30 Namen, Friedhof der Gemeinde). Der am 15. November 1998 errichtete Gedenkstein auf dem Friedhof in Neusiß wurde zum Gedenken an die „gefallenen Söhne der Gemeinde Neusiß“ des Zweiten Weltkriegs aufgestellt. 40 Jahre lang war die Möglichkeit, einen solchen Gedenkstein zu setzen, nicht gegeben – mit der Wende hat sich auch dieses Problem für die betroffenen Angehörigen gelöst. Die Tafel trägt 30 Namen für die Kriegsjahre 1939 bis 1945.

### Parks
Einer der erwähnten Brunnen steht auf dem Lindenplatz, im Volksmund nur kurz „Die Linde“ genannt. Der Brunnen wird traditionell zu Ostern und Pfingsten geschmückt. Der Lindenplatz dient als Treffpunkt sowie Austragungsort für Dorffeste.
Der Park am Gasthof zur Post besteht aus einer durch einen Zaun abgetrennte Fläche mit Busch- und Baumbewuchs. Vor der Errichtung des Jugendclubs war der Park ein beliebter Treffpunkt der Neusißer Jugend.

### Kindergarten
Bereits im Jahre 1938 wurde im Gemeindehaus ein Kindergarten eingerichtet, der jedoch zunächst nur während der Erntezeit betrieben wurde. Da nach 1945 auch die meisten Frauen einem Beruf nachgingen, wurde von 1948 bis 1950 ein neuer Kindergarten errichtet, der Ganztagsbetreuung bot. 1995 entstand auf dem Gelände ein öffentlicher Spielplatz. Sämtliche Räume des Kindergartens wurden 2000 saniert. Zurzeit werden nicht nur Kinder aus Neusiß, sondern auch aus den Nachbargemeinden betreut. Seit ca. 2007 ist der Kindergarten geschlossen, die Kinder werden in der Nachbargemeinde Martinroda betreut.

## Wirtschaft und Verkehr
In Neusiß spielt die Landwirtschaft eine große Rolle. Industrie gibt es nicht. Viele Einwohner pendeln zur Arbeit nach Arnstadt oder Ilmenau.
Bis 2004 lag Neusiß direkt an der 1937/38 ausgebauten B 4, verfügte aber seitdem über eine Ortsumfahrung. Nach dem Neubau der 2003 eröffneten A 71 wurde die B 4 auf dem beschriebenen Abschnitt zur Landstraße 3004 heruntergestuft und eine der beiden Ortseinfahrten umgebaut, die andere geschlossen. In Neusiß zweigt eine Straße nach Angelroda ab.

### Vereine
Seit dem 18. Oktober 1882 gibt es in Neusiß eine Freiwillige Feuerwehr, die durch die am 20. November 1993 gegründete Jugendfeuerwehr verstärkt wird. Die Feuerwehren werden durch den Feuerwehrverein unterstützt.
Zudem gibt es eine aktive Jugendfeuerwehr.
Der am 24. April 1963 gegründete Reitverein Neusiß hat in vielen Stunden Eigenarbeit eine parkähnliche Reitanlage geschaffen, auf der über lange Jahre jeweils im Mai das Thüringen-Derby zahlreiche Besucher anlockte. Da die Ausrichtung dieser Veranstaltung an andere Orte übergeben wurde, kann der Neusißer Reitplatz seiner eigentlichen Aufgabe nicht mehr nachkommen. In den Jahren 2008 und 2009 wurde die frühere Tradition durch die Neusißer Pferdetage wiederbelebt.
Der Hundesportverein Neusiß, gegründet am 7. April 1979, verfügt über ein großes Sportgelände mit einem 1981 gebauten und 1997 erweiterten Vereinsheim. Seit 1991 besteht die Vereinspartnerschaft mit dem Verein für Hundezucht und -sport Herrenberg und Umgebung e. V., die insbesondere bei der jährlichen Begegnung beider Vereine gepflegt wird. Der jährliche Turnierhundesportwettkampf ist ein wichtiger Anziehungspunkt für viele Thüringer Hundesportler. Zudem finden zweimal jährlich Schutz- und Begleithundeprüfungen statt.
Der Feuerwehrverein Neusiß, bildet im Gemeindeleben von Neusiß eine zentrale Stelle für fast alle Festveranstaltungen im Ort. So organisiert der Verein das jährliche Sommerfest und übernimmt das Osterschmücken aller Dorfbrunnen.